# Parada de Hegoalde
Hegoalde es una parada de la línea Abetxuko - Unibertsitatea del tranvía de Vitoria, operado por Euskotren Tranbia. Fue inaugurada el 15 de febrero de 2020 junto a las paradas de Florida y Unibertsitatea. Junto a Honduras, Florida, Landaberde, Ibaiondo, Kañabenta y Abetxuko, es una parada de andén central, en el que las vías se sitúan a los dos lados de la plataforma y el andén central es único.
Hasta el 31 de marzo de 2023 la línea Ibaiondo-Unibertsitatea era la que se encargaba de dar servicio al apeadero, siendo a partir del 1 de abril de 2023 la nueva línea Abetxuko-Unibertsitatea la que lo haría hasta la actualidad.

## Localización
Se encuentra ubicada en la Plaza de las Naiperas, en paralelo con la Calle Nieves Cano y en cruzando con las calles Alberto Schommer y Heraclio Fournier.
El nombre de Hegoalde se encuentra compartido con el BEi, a pesar de que la parada de este otro medio se encuentre en el Paseo de la Zumaquera a unos 400m. Ambas paradas cogen su nombre del cercano Centro Cívico Hegoalde, que significa sur en euskera.

## Líneas
| Líneas que prestan servicio en la parada de Hegoalde |            |       |                |                |
| << Cabecera                                          | < Anterior | Línea | Siguiente >    | Cabecera >>    |
| Abetxuko                                             | Florida    | TVG   | Unibertsitatea | Unibertsitatea |